# Balilla (1915)
Balilla – włoski okręt podwodny z okresu I wojny światowej. Pierwotnie okręt został zamówiony we Włoszech w 1913 roku przez Cesarstwo Niemieckie jako U-42, jednak po przystąpieniu Włoch do działań wojennych w 1915 roku budowana w stoczni FIAT-San Giorgio w La Spezii jednostka została zarekwirowana. Okręt został zwodowany 4 sierpnia 1915 roku, a 8 sierpnia 1915 roku został wcielony w skład Regia Marina pod nazwą „Balilla”. Jednostka została zatopiona 14 lipca 1916 roku nieopodal Lissy przez austro-węgierskie torpedowce SM Tb 65F i SM Tb 66F.

## Projekt i budowa
Projekt okrętu podwodnego powstał w stoczni FIAT-San Giorgio, a jego autorem był inż. Cesare Laurenti. Bazą do jego opracowania były poprzednie konstrukcje Laurentiego zbudowane dla Włoch. Okręt charakteryzował się konstrukcją jednokadłubową z podniesioną częścią dziobową. Jednostka została zamówiona przez Cesarstwo Niemieckie w 1913 roku w celach porównawczych z projektowanymi w kraju okrętami podwodnymi, szczególnie w zakresie technologii budowy silników Diesla FIATa. Konstrukcja ta stanowiła podstawę do opracowania na zamówienie Regia Marina bardzo podobnych okrętów typu Pacinotti.
Jednostka zbudowana została w stoczni FIAT-San Giorgio w La Spezii. Stępkę okrętu pod nazwą U-42 położono 18 sierpnia 1913 roku. Po przystąpieniu Włoch do działań wojennych, w czerwcu 1915 roku będąca w zaawansowanym stanie budowy jednostka została zarekwirowana przez rząd włoski. Okręt został zwodowany 4 sierpnia 1915 roku jako „Balilla”.

## Dane taktyczno-techniczne
„Balilla” był okrętem podwodnym średniej wielkości. Długość całkowita wynosiła 65 metrów, szerokość 6,05 metra i zanurzenie 4,17 metra. Wyporność normalna w położeniu nawodnym wynosiła 728 ton, a w zanurzeniu 875 ton Okręt napędzany był na powierzchni przez dwa silniki wysokoprężne FIAT o łącznej mocy 2600 KM. Napęd podwodny zapewniały dwa silniki elektryczne Savigliano o łącznej mocy 900 KM. Dwuśrubowy układ napędowy umożliwiał osiągnięcie prędkości 14 węzłów na powierzchni i 9 węzłów w zanurzeniu. Zasięg wynosił 3500 Mm przy prędkości 10 węzłów w położeniu nawodnym oraz 85 Mm przy prędkości 3 węzłów w zanurzeniu (lub 10 Mm przy maksymalnej prędkości podwodnej). Energia elektryczna magazynowana była w jednej baterii akumulatorów . Dopuszczalna głębokość zanurzenia wynosiła 50 metrów .
Okręt wyposażony był w cztery stałe wyrzutnie torped kalibru 450 mm: dwie dziobowe i dwie rufowe, z łącznym zapasem sześciu torped. Uzbrojenie artyleryjskie stanowiły dwa pojedyncze działa kalibru 76 mm A1914 L/30 na podstawach przeciwlotniczych.
Załoga okrętu składała się z 4 oficerów oraz 34 podoficerów i marynarzy.

## Służba
„Balilla” został wcielony do służby w Regia Marina 8 sierpnia 1915 roku . Był pierwszym okrętem we włoskiej flocie noszącym tę nazwę, nadaną na cześć młodego genueńskiego patrioty Giovanniego Battisty Perassa, który 5 grudnia 1746 roku rzucając kamieniem w wojska austriackie zainicjował powstanie, które doprowadziło do wyzwolenia miasta . Motto jednostki brzmiało „Che l’Inse” (pol. „Czy powinienem to zacząć?”), a jej pierwszym dowódcą został kmdr ppor. (wł. capitano di corvetta) Paolo Tolosetto Farinati degli Uberti . Po zakończeniu testów i prób technicznych „Balilla” w lutym 1916 roku został przydzielony do 4. Eskadry (wł. Squadriglia) Okrętów Podwodnych w Brindisi  . Jednostka uczestniczyła zarówno w ofensywnych patrolach pod bazami przeciwnika, jak i w misjach defensywnych u własnych wybrzeży  .
Podczas jednego z patroli, przeprowadzanego na północny zachód od wyspy Lissa, wieczorem 14 lipca 1916 roku płynący na powierzchni „Balilla” został o godzinie 21:20 zauważony ze stacji sygnalizacyjnej na wyspie, która zaalarmowała stacjonujące w porcie Comisa austro-węgierskie torpedowce SM Tb 65F i SM Tb 66F. O 22:45, gdy włoski okręt wynurzył się w celu ładowania akumulatorów, został zaatakowany i zatopiony ogniem artylerii oraz torpedą wystrzeloną przez Tb 66F wraz z całą, liczącą w tym rejsie 37 osób załogą . Dowódca jednostki otrzymał pośmiertnie Złoty Medal za Męstwo Wojskowe.